# Kirchberg (Seesen)
Kirchberg ist ein nach Seesen eingemeindetes Dorf im niedersächsischen Landkreis Goslar.

## Geographie
Kirchberg liegt an der B 243 zwischen Ildehausen und Münchehof. Mehrere Teiche sind im Dorf. Auch ein Bach namens Markau fließt hindurch und mündet später in die Nette.

## Geschichte
1233 wurde das Dorf urkundlich erstmals erwähnt. Besitz des Klosters Walkenried in Ortsnähe ist 1344 belegt. 1438 nahm Herzog Otto II. die Herren von Oldershausen neben den Herren von Freden in das Lehen über Kirchberg auf. Über die Herren von Uslar-Gleichen und Herzog Heinrich I. kam das Rittergut an Heinrich II. Im 16. Jh. wohnten darin uneheliche Kinder, die Eva von Trott mit Heinrich II. hatte. Da ihre Söhne ohne Nachkommen blieben, fiel das Gut 1597 an das Fürstentum Braunschweig-Wolfenbüttel. Über die Herren von Dorstadt kam es an Friedrich Ulrich, der es als Pfandlehn an die Herren von Campen gab. Das Pfandlehn wurde 1849 gelöst, so dass das Gut inzwischen seit Jahrhunderten mit diesem Haus verbunden ist, Eigentümer ist derzeit Friedrich von Petersdorff-Campen.
Am 1. Juli 1972 wurde Kirchberg in die Stadt Seesen eingegliedert.

## Politik

### Ortsrat
Der Ortsrat, der Kirchberg vertritt, setzt sich aus sieben Mitgliedern zusammen. Die Ratsmitglieder werden durch eine Kommunalwahl für jeweils fünf Jahre gewählt.
Bei der Kommunalwahl 2021 ergab sich folgende Sitzverteilung:
| Ortsrat 2021Insgesamt 7 Sitze - SPD: 3 - WgPK: 2 - CDU: 2 |

## Sehenswürdigkeiten
Für die St.-Martin-Kirche bestätigte Innozenz III. 1206 das Patronat. Die Herren von Mansfeld zerstörten sie 1552. 1571 wurde sie als erste Kirche unter braunschweigischer Landesherrschaft nach der Reformation neu gebaut. Im 17. Jahrhundert wurde sie erweitert. Die barocke Ausstattung wurde 1954 renoviert.

## Vereine und Veranstaltungen
Zu den Vereinen gehört der „TSE Kirchberg“, der seit 1911 besteht. Die Fußballabteilung bildet mit Ildehausen eine Spielgemeinschaft im „TSC Ildehausen“. Zu den regelmäßigen Veranstaltungen gehört ein Open-Air-Konzert am Dorfgemeinschaftshaus.

## Im Ort geborene Personen
- Ludwig Lüders (1822–1908), Lehrer und Erfinder der „Rübenkernlegemaschine“